# هيروشي أوياما
هيروشي أوياما مواليد 25 أكتوبر 1981، هو متسابق دراجات نارية ياباني. نافس في سباقات بطولة العالم لفئة 250 سي سي ولفئة 50 سي سي. كما شارك في بطولة العالم للسوبربايك وبطولة العالم للموتو جي بي.

## البطولات
- بطولة العالم لفئة 250 سي سي 2009

## وصلات خارجية
- هيروشي أوياما على موقع MotoGP.com (الإنجليزية)
- هيروشي أوياما على موقع WorldSBK.com (الإنجليزية)
- هيروشي أوياما على موقع AS.com (الإسبانية)

- الموقع الإلكتروني